# Дайсер
Дайсер (англ. Dicer) – фермент, що каталізує розщеплення РНК при формуванні зрілих некодуючих РНК, що беруть участь у РНК інтерференції (мікроРНК, міРНК, ендогенні міРНК). Дайсер є РНКазою III. 

## Дайсер-залежний біогенез коротких некодуючих РНК

Біогенез коротких некодуючих РНК, участь Дайсеру в процесингу міРНК та мікроРНК.

### МікроРНК
Зрілі мікроРНК виконують функцію специфічного виключення генів-мішеней за допомогою білків Аргонавт шляхом деградації мРНК чи репресії трансляції. МікроРНК зчитуються з молекули ДНК в ядрі у вигляді прі-мікроРНК. Далі у ядрі за допомогою ферменту Дроша відбувається дозрівання прі-мікроРНК до пре-мікроРНК, які виходять в цитоплазму. У цитоплазмі Дайсер формує мікроРНК дуплекс – дволанцюгова молекула РНК довжиною у 21-25 нуклеотидів, два ланцюги якої не повністю комплементарно-з'єднані між собою і формують шпильки. Таку структуру називають мікроРНК/мікроРНК* (із зірочкою). Білки Аргонавт потім будуть взаємодіяти з одним з двох ланцюгів такого комплексу і формувати рибонуклеїновий комплекс, що буде зв'язуватися з мРНК в цитоплазмі, і в залежності від ступеня комплементарності мікроРНК та мРНК буде відбуватися або деградація (розщеплення) мРНК, або заглушення біосинтезу білків (трансляції).
У ссавців Дайсер взаємодіє в комплексі з TRBP, у плодової мухи Drosophila melanogaster ізоформа ферменту, Дайсер 1 (DCR1) – з білком Loquacious.
У рослин дозрівання мікроРНК відбувається за допомогою білка, який називається Дайсер-подібний, (DCL1, англ. DICER-LIKE 1) і виконує функції обох і Дайсера і Дроши.

## Неканонічні функції Дайсеру
У ссавців Дайсер в основному працює в цитоплазмі і генерує малі некодуючі РНК, які беруть участь у РНК інтерференції. Але з'являються данні, що Дайсер може виконувати й інші функції. Так було встановлено, що Дайсер може знаходитися в ядрі, де він виконує не до кінця з'ясовані функції. В 2014 році було встановлено, що в ядрі Дайсер взаємодіє зі специфічними ділянками хроматину, де регулює рівень дволанцюгових РНК. При видаленні Дайсеру звідти, кількість дволанцюгових РНК збільшується і це призводить до апоптозу клітини.